# The Province
The Province ist eine kanadische Tageszeitung im Tabloid-Format. Sie erscheint montags bis samstags in Vancouver und wird von der Pacific Newspaper Group Inc. herausgegeben, einer Tochtergesellschaft des Medienkonzerns Postmedia Network. Mit 520.100 Lesern ist The Province die meistgelesene Zeitung in British Columbia. Im Jahr 2001 betrug die Auflage durchschnittlich 167.746 Exemplare.
Die Zeitung erschien erstmals im Jahr 1888 und wurde 1923 von der Familie Southam erworben. 1945 traten die Drucker in einen sechs Wochen dauernden Streik. Bis dahin war The Province vor dem Vancouver Sun und News Herald die meistverkaufte Zeitung der Stadt gewesen. Als Folge des Streiks büßte The Province große Marktanteile ein. Als Antwort auf ständig steigende Produktionskosten schlossen sich Province und Sun 1957 zur Gesellschaft Pacific Press zusammen.